# Phyllotreta hermonensis
Phyllotreta hermonensis es una especie de insecto coleóptero de la familia Chrysomelidae. Fue descrita científicamente en 1979 por Furth.